# Сіді-Сабет
Сіді-Сабет (араб. سيدي ثابت) — місто в Тунісі. Входить до складу вілаєту Ар'яна. Станом на 2004 рік тут проживало 8 909 осіб.